# أوريست تيريشاك
أوريست تيريشاك مواليد 18 أغسطس 1981 في لفيف، هو لاعب كرة مضرب أوكراني سابق بدأ مسيرته كمحترف سنة 1998 وكان يلعب باليد اليمنى، اعتزل اللعب في 2007. أعلى تصنيف له في الفردي كان المركز الـ 240 في سنة 2002. أعلى تصنيف له في الزوجي كان المركز الـ 101 في سنة 2007.